# Gonocarpus aggregatus
Gonocarpus aggregatus är en slingeväxtart som först beskrevs av John Buchanan, och fick sitt nu gällande namn av Anthony Edward Orchard. Gonocarpus aggregatus ingår i släktet Gonocarpus och familjen slingeväxter. Inga underarter finns listade i Catalogue of Life.